# 郭軍城
郭軍城（英語：Gary Kwok Kwan Shing，1952年—2011年3月11日），是前香港首位贏得亞洲冠軍的桌球手，有「亞洲之虎」美譽，亦是前香港亞洲電視賽馬會節目主持人，郭在1980年代曾與董驃及熊良錫等人拍檔當參與亞視主持《賽馬結果》節目，亦曾經參與電影演出。

## 生平
郭軍城是香港著名桌球手，十三歲便開始接觸桌球，在1985年贏得亞洲桌球錦標賽冠軍，是香港首位贏得亞洲冠軍的桌球手，贏得「亞洲之虎」美譽。之後就他亦曾多次贏得中國全國桌球錦標賽冠軍。
球場以外，郭軍城喜歡賭馬。1982年熊良錫轉投無綫電視當演員, 郭軍城應亞洲電視邀請填補其空缺, 與董驃拍檔主持《賽馬結果》節目，由於表現不俗，1984年熊良錫回巢後仍獲留任，直至1988年因經常出外參加比賽無暇兼顧馬評人職務而辭職。
郭軍城亦曾經客串參與電影演出，例如1985年由王晶導演的《摩登仙履奇緣》及1991年由李修賢導演的《龍的傳人》。
2000年，郭軍城曾在廣州與當時年僅十三歲的中國「桌球神童」丁俊暉切磋，結果落敗。
郭軍城晚年大部分時間在中國內地教球，間中亦有回香港參加比賽，2009年獲得香港比力公開賽季軍。
2011年3月11日晚上，郭軍城與太太從陝西乘坐火車到廣州途中，懷疑心臟病發，在廣州一間醫院送院後證實不治，享年59歲。

## 個人榮譽
- 亞洲桌球錦標賽冠軍 一次(1985年)
- 香港比力公開賽季軍 一次(2009年)

## 外部連結
- 香港桌球總會
- 香港電影資料庫 （页面存档备份，存于）
- 中國影視資料館[永久]